# Мокричник липкий
Мокричник липкий (Minuartia viscosa) — вид рослин з родини гвоздикових (Caryophyllaceae); зростає у Європі. Етимологія: лат. viscosus — «липкий».

## Поширення
Поширений у Європі від Франції до України та від Швеції до Греції.